# Habemus papam

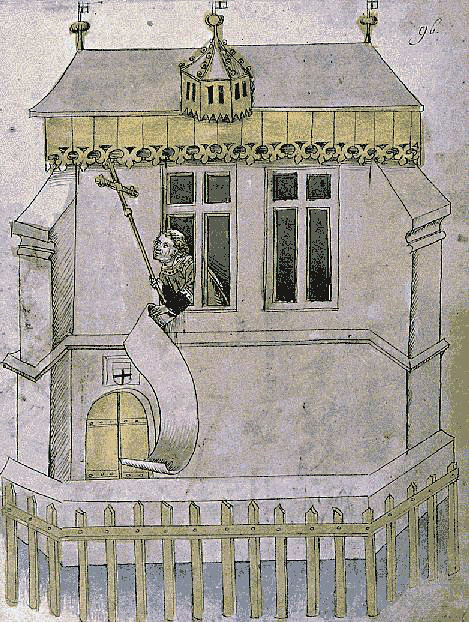
Ohlášení Habemus papam v roce 1415, po zvolení Martina V.

Habemus papam (česky Máme papeže) je oznámení, které je řečeno v latině a oznamuje, že konkláve zvolilo nového papeže.
Ohlášení je učiněno kardinálem-protojáhnem z centrálního balkonu Baziliky sv. Petra ve Vatikánu (tzv. lodžie požehnání). Po tomto ohlášení nově zvolený papež přijde před věřící, kteří jsou shromážděni na náměstí sv. Petra a očekávají jeho první požehnání Urbi et Orbi.

## Forma oznámení
Latinsky:
Annuntio vobis gaudium magnum:

Habemus Papam!

Eminentissimum ac reverendissimum Dominum,

Dominum [Jméno],

Sanctæ Romanæ Ecclesiæ Cardinalem [Příjmení],

Qui sibi nomen imposuit [Papežské jméno].
Křestní jméno nového papeže se uvádí v latinské podobě a v akuzativu, příjmení se neskloňuje (tedy např. Robertum Franciscum Sanctae Romanae Ecclesiae Cardinalem Prevost), papežské jméno může být uvedeno v genitivu (častěji) nebo v akuzativu. Pořadové číslo u papežského jména může a nemusí být uvedeno.
Česky:
Oznamuji vám velikou radost:

máme papeže!

Nejvznešenějšího a nejctihodnějšího pána,

pana [Jméno],

kardinála Svaté Církve římské [Příjmení],

jenž si vybral jméno [Papežské jméno].